# Edmond Fronty
Edmond Fronty né le 1er mars 1898 à Brive-la-Gaillarde et mort le 25 octobre 1945 à Paris 15e, était un syndicaliste français des PTT. En 1943-1944, il tentait avec d'autres anciens dirigeants de la Fédération Postale de la CGT, de mettre sur pied une organisation concurrente de la nouvelle fédération qui, sous l'égide de Léon Digat et Emmanuel Fleury regroupait les résistants et syndicalistes communistes et socialistes.

## Repères biographiques
Edmond Fronty fut commis puis commis principal des PTT. En 1922, lors de la première scission syndicale, il se ralliait à la CGTU. Il partageait la volonté d'indépendance du syndicalisme par rapport à tout parti politique de la direction de la jeune Fédération postale unitaire. Ce courant était mis en minorité en 1924, et Fronty regagnait la CGT et la fédération postale. Délégué à plusieurs congrès de la CGT, il était en 1938 secrétaire adjoint du Syndicat national des agents. Prisonnier en 1940, libéré en tant qu'ancien combattant, il participait à la reconstitution de l'ancienne fédération postale CGT, avec Aimé Cougnenc et Jean Mathé. Malgré la bienveillance des autorités administratives et d'une partie du bureau confédéral de la CGT, l'opération, essentiellement guidée par la crainte du communisme échouait. Fronty était même interné durant quelques jours. Ces événements étaient en fait les prémices d'une scission syndicale nouvelle, dont les PTT étaient le terrain à partir de 1945.